# Parc Nacional de la Caldera de Taburiente
El Parc Nacional de la Caldera de Taburiente és una àrea protegida d'Espanya, situada a l'illa de la Palma, a la Comunitat Autònoma de Canàries. Com la resta de l'arxipèlag té una naturalesa volcànica, però es distingeix de les altres illes per la gran quantitat de recursos hídrics que té: subterranis i de superfície. Fou declarat parc nacional el 1954 i Reserva Mundial de la Biosfera el 2002. Actualment abasta una superfície de 46,9 km² que amb la zona perifèrica de protecció fan un total de 59,56 km².
Es troba al centre de l'illa coincidint amb la formació geològica de la Caldera de Taburiente, de 7 km d'eix màxim. La depressió que forma la Caldera es troba entre el 600 i els 900 msnm, mentre que els cims que l'envolten arriben als 2.424 metres en el punt més alt, l'anomenat Roque de los Muchachos, lloc en el qual s'ubica l'Observatori del Roque de los Muchachos.

## Origen geològic
Com totes les calderes i els volcans en escut, el seu origen es troba en l'existència d'un cràter volcànic relativament extens amb lava molt calenta i, per tant, bastant líquida, que en refredar-se produeix roques basàltiques. Les erupcions de les calderes són relativament tranquil·les del tipus hawaià i la lava sol formar colades successives que van engrandint el volcà en superfície i no en altura, Però en anar-se refredant relativament la lava en el cràter, pot succeir que el pes de la lava, ja solidificada, origini la formació d'un con secundari, dintre de la caldera, com en el cas del Teide, o en un costat. En ambdós casos, el resultat és el descens del nivell a l'interior del cràter, compensat pel creixement del con volcànic, que en formar un estratovolcà, creix pels materials volcànics que va escopint. En algunes ocasions, el refredament relativament ràpid de la lava en el cràter origina un augment de la pressió que pot, al mateix temps, ocasionar una erupció explosiva. Però un altre procés evolutiu d'una caldera es produeix pel vessament ràpid de la lava a l'interior del cràter. Aquest vessament pot produir-se per una esquerda oberta a la paret del cràter, amb la qual cosa es conserven les parets del cràter original, o per un vessament de la lava líquida quan aquesta lava obre una esquerda a la vora superior, com sembla en el cas de la caldera de Taburiente, i com va succeir a la Caldereta també a l'illa de la Palma. Tots aquests processos en els seus diferents estadis d'evolució poden veure's a les imatges de satèl·lit de les illes Galápagos, els volcans de les quals són gairebé sense excepció en escut o calderes. La Caldera de Taburiente es va formar fa uns dos milions d'anys i l'erosió fluvial només va produir-se un cop finalitzat el vessament de lava, ja que no podria haver produït per si mateixa aquesta enorme cicatriu a l'illa. A més, l'erosió fluvial hagués originat una platja per l'acumulació de materials detrítics, fet que no es dona amb els vessaments de lava líquida de grans proporcions. Per aquest motiu es pot veure al començament del Barranco de las Angústias que els dos últims afluents a les parets originals de la caldera drenen cap al centre de la caldera, fet que no podria explicar-se en el cas d'haver-se produït una erupció explosiva. Tampoc la forma del curs de la lava del Barranco de las Angústias sembla confirmar la tesi d'una erupció explosiva, ja que en aquest cas, la cicatriu a les parets del volcà seria més petita al principi i molt més extensa cap a fora, just el contrari del que ocorre en aquest cas. És més encertat pensar que la breu platja del Puerto de Tazacorte és d'origen fluvial i posterior a la formació del Barranco de las Angústias, al fons del qual, descobert en alguns punts per les aigües fluvials, hi trobem roques basàltiques.
L'aigua constitueix una de les belleses naturals d'aquest parc nacional i d'aquest paisatge volcànic: nombroses fonts brollen, formant en unir-se amb les seves corrents, rierols i cascades. Un exemple és el Salto de la Desfondada que té una caiguda d'uns 150 metres.
A la majoria de les fonts trobem aigües netes i cristal·lines, però n'existeixen d'altres també alterades en la seva composició per una gran quantitat de materials, com les aigües que provenen del Barranco de Almendro Amargo, d'un color groguenc vermellós degut als material ferrosos de la zona. Les dues conques hidrològiques principals són les de Taburiente i Almendro Amargo, que conflueixen el punt on comença el Barranco de las Angústias, única sortida natural de la Caldera.
Des de l'any 1557 la Caldera és propietat de la Comunidad o Heredad de las Haciendas d'Argual i Tazacorte.

## Patrimoni biològic

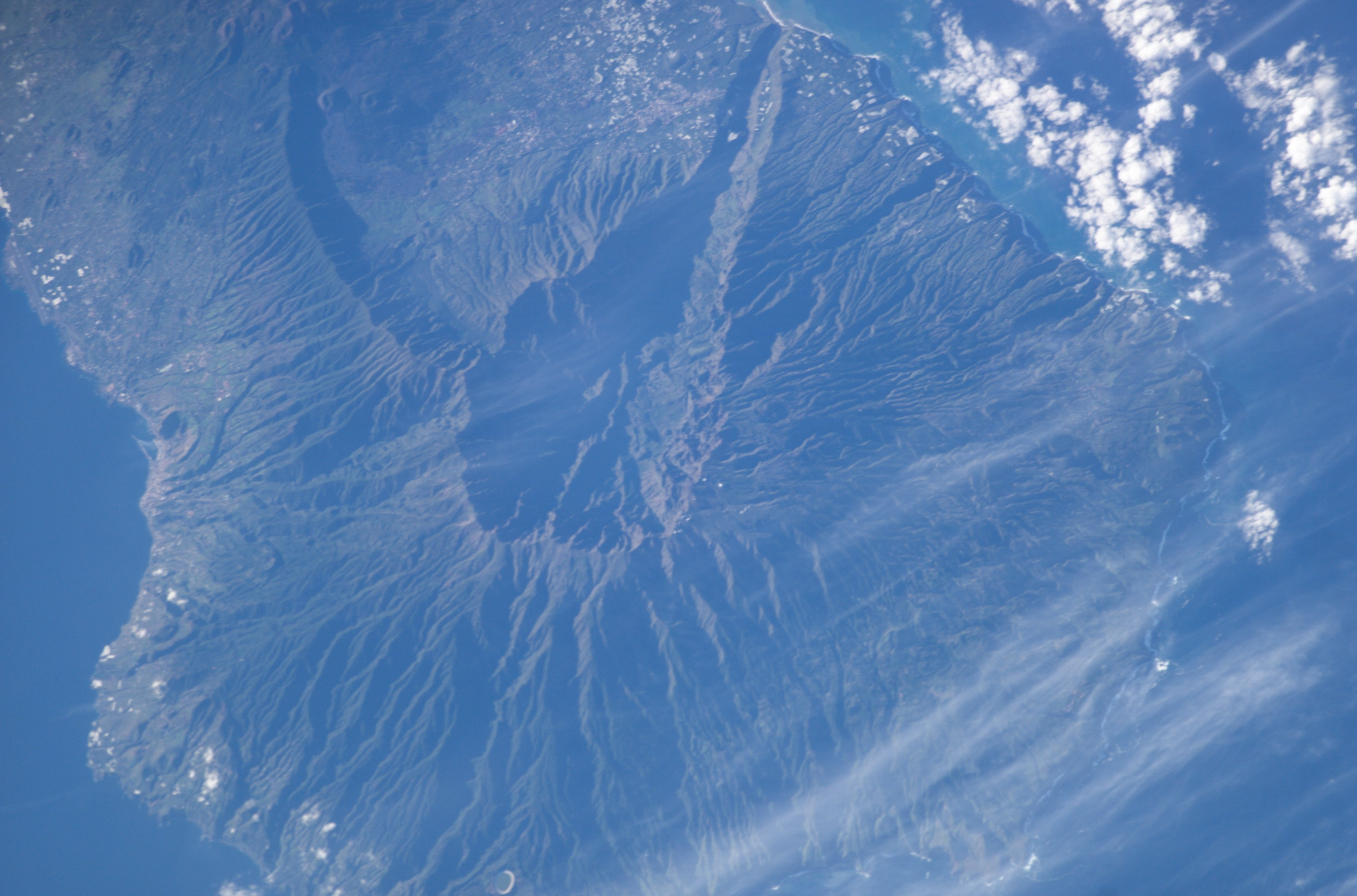
Vista de la Caldera de Taburiente i sortida al mar del Barranco de las Angústias

Un dels principals objectius de gestió establert en el Plan Rector de Uso y Gestión (PRUG) de la Caldera és la posada en funcionament de programes de rescat genètic de les espècies en perill d'extinció de la zona, ja que aquest parc posseeix nombroses espècies endèmiques, i moltes d'elles en perill.

### Flora

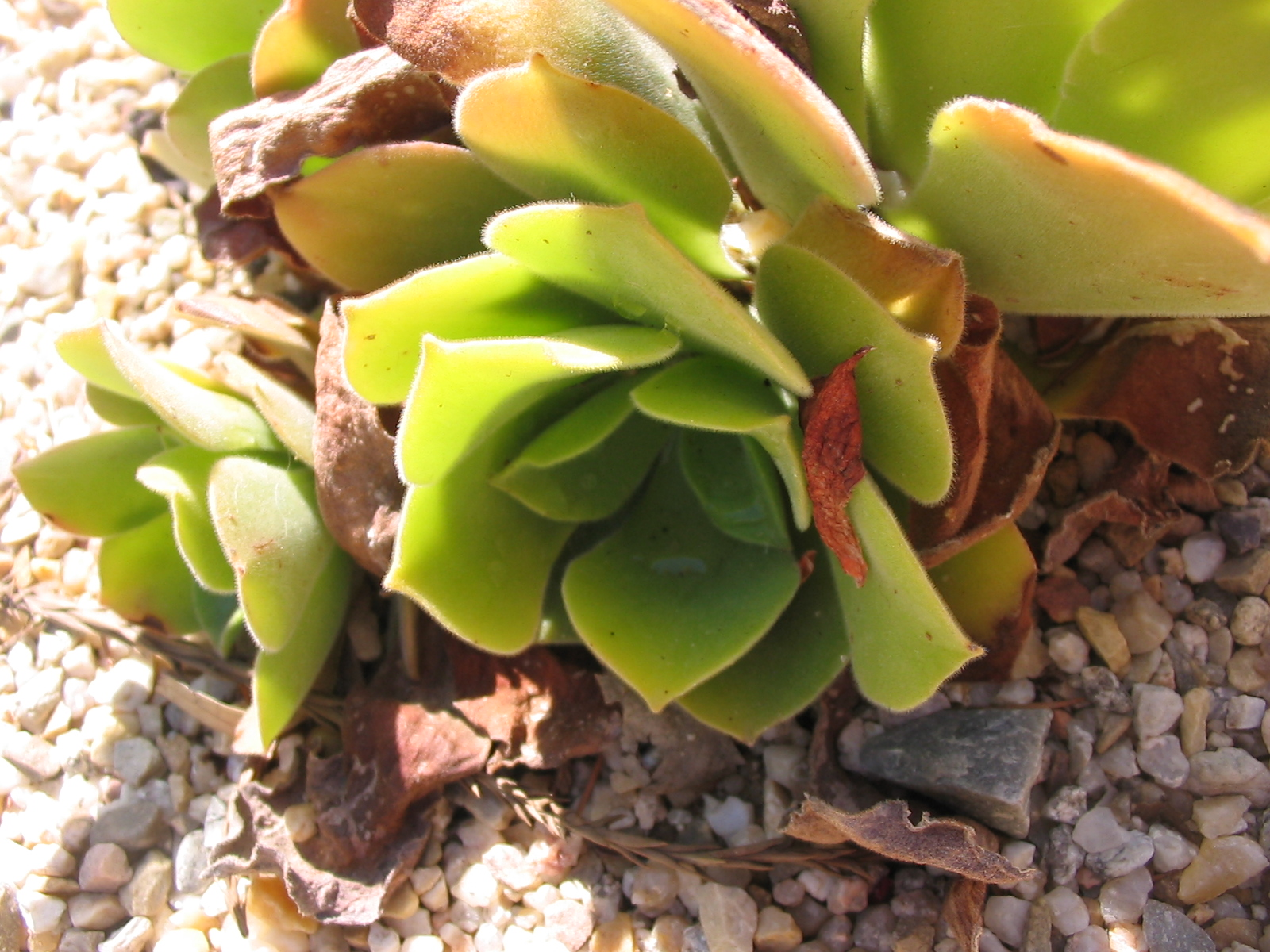
Aeonium virgineum

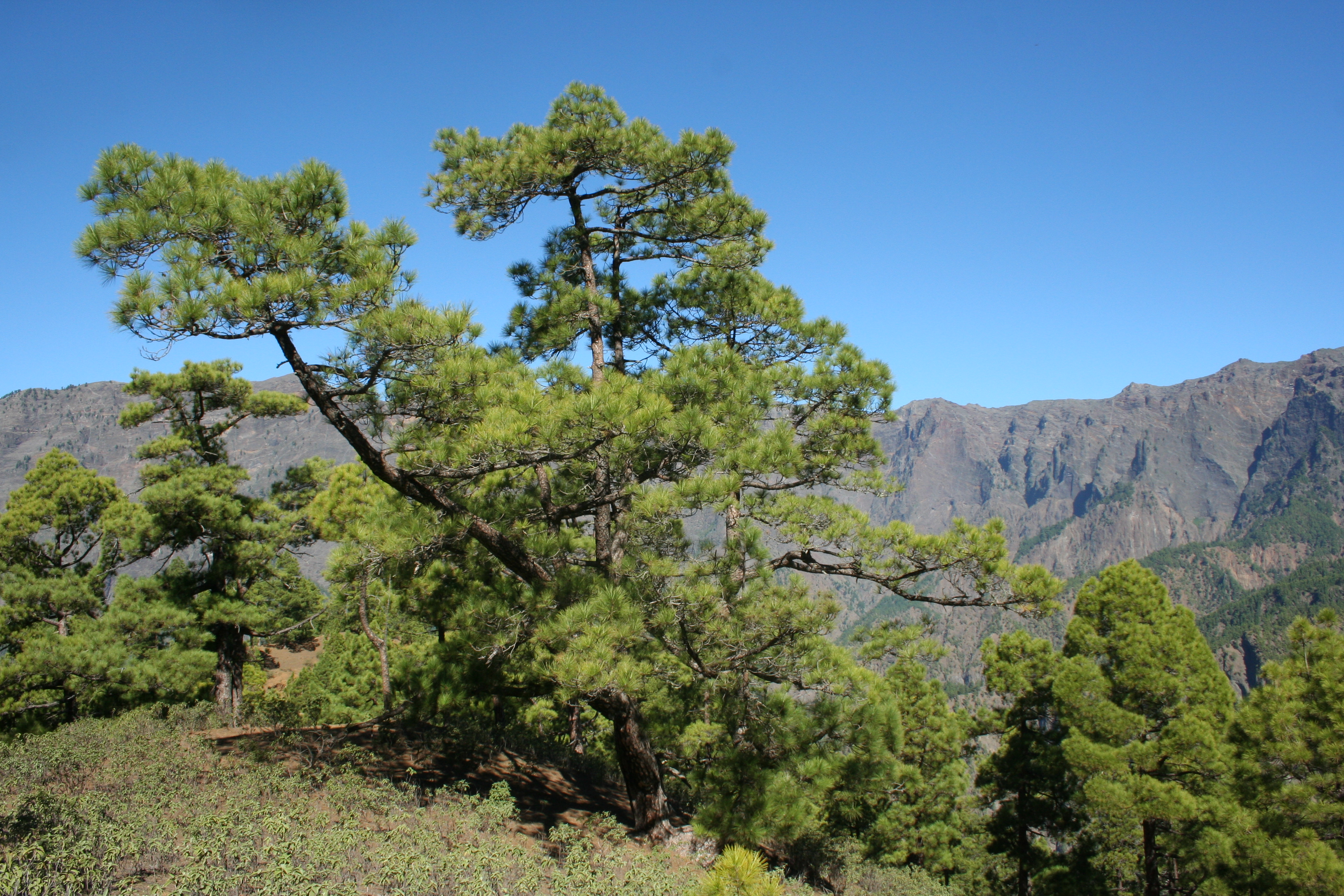
Pins canaris (Pinus canariensis) en les proximitats del Mirador de La Cumbrecita, en la Caldera de Taburiente

L'espècie que predomina i configura el paisatge és el pi canari (Pinus canariensis), una de les peculiaritats del pi canari és que tolera els incendis gràcies a la seva adaptació mil·lenària al foc produït per les erupcions volcàniques: es crema l'escorça però continua vivint interiorment. Juntament al pi canari s'hi troba l'estepa (Cistus symphytifolius), aquestes espècies endèmiques de les Illes Canàries són unes colonitzadores perfectes de terres molt pobres i han proliferat en aquests inhòspits terres volcànics.
Hi ha altres estepes (Cistus monspeliensis) i als seus peus hi creix una planta parasitària pràcticament enterrada, la rafflesiàcia (Cytinus hipocistis).
A l'interior de la caldera prolifera la laurisilva: formacions de faig i bruc de gran importància ecològica, ja que és una font abundant d'adob orgànic i un agent condensador de les bromes que es formen a la caldera, aportant aigua al terreny. Així hi ha el faig o faig de Canàries (Myrica faya) i el bruc (Erica arborea).
A l'interior dels barrancs on la humitat és més abundant hi trobem restes del bosc de lauràcees:(Ilex canariensis), llorer (Laurus azorica), (Apollonias canariensis), (Persea indica) i (Myrsinaceae).
Altres espècies freqüents són el saüc canari (Salix canariensis), la falguera (Pteris aquilina), l'aeonium (Aeonium, la greenovia i l'eufòrbia (Eufòrbia)
Per sobre dels 1.700 metres hi ha les fabòides (Adenocarpus viscosus), Juniperus cedrus, Viola palmensis, Echium gentianoides, o ginesta (Teline benehoavensis).

### Fauna
La major part de la fauna del parc està representada pels artròpodes, principalment insectes, encara poc estudiats i es desconeix quantes espècies diferents pot haver-hi; com la resta de grups taxonòmics els endemismes hi són abundants. Hi abunda el centpeus que arriba a fer un pam de llargada, i l'aranya llop. Hi viuen dues espècies d'escarabats endèmics de La Palma que és peculiar perquè han perdut els ulls i la pigmentació.
La fauna vertebrada hi és escassa i la majoria són espècies introduïdes a excepció dels ratpenats, alguns amfibis i rèptils
Mamífersl'arruí, les cabres, els conills, que són una greu amenaça per les plantes endèmiques i quatre espècies de ratpenats com el ratpenat cuallarg europeu (Tadarida teniotis).
Auscom el xoriguer (Falco tinnunculus canariensis), el colom roquer (Columba livia canariensis), Pyrrhocorax pyrrhocorax barbarus, el corb (Corvus corax tingitanus), la merla (Turdus merula agnetae), la mallerenga blava (Parus caeruleus palmensis), o el tallarol de casquet (Sylvia atricapilla atricapilla).
Amfibis.la reineta meridional (Hyla meridionalis).
Rèptilsel Tarentola d. delalandii o Gallotia galloti palmae.